# 劉德華影視作品列表
劉德華影視作品列表，列举介绍香港著名男演員劉德華曾参与演出以及投资的電影和电视剧集等。

## 统计资料
刘德华至今一共参演20多部电视剧（其中主演11部）和超过160部电影（其中主演120多部），自1991年至今一共投资制作了30多部电影和两部电视剧（《方谬神探》和《东方华尔街》）。1982年首次主演电视剧《猎鹰》，最後一部主演电视剧是1987年的《天狼劫》。刘德华出演的首部電影是吳小雲執導的《彩雲曲》。第一部担任重要角色的电影是1982年許鞍華執導的《投奔怒海》，第一部担任主演的作品是1983年霍耀良执导的《毁灭号地车》。1988年的《旺角卡门》使其首次获得香港电影金像奖最佳男主角提名。1989年有14部电影上映，是其参演作品最多的一年。1997年投资并监制的独立电影《香港製造》成为香港电影金像奖最佳影片。凭借1999年的《暗战》首次赢得香港电影金像奖最佳男主角奖。2000年李仁港执导的《阿虎》是刘德华的第100部电影。2004年刘德华先后凭借《大只佬》和《无间道3》分别在香港金像奖和金马奖上获得最佳男主角奖。2011年作品《桃姐》让刘德华同时成为金马奖和香港金像奖的双料影帝。2013年杜琪峰导演的《盲探》为刘德华首次夺得国际电影节影帝荣誉。2014年、2018年和2022年没有一部主演作品上映，为其历年来作品最少的年份。最新主演作品為2024年9月上映的《危机航线》。
在合作對象方面，合作电影公司最多的为向华强拥有的永盛公司和中国星集团。迄今合作次數最多的導演是達20多部的王晶；而合作第二多共有11次的杜琪峰则是与刘德华合作最成功的一位导演，刘德华有多部代表作均出自杜琪峰之手，包括让刘两度金像奖称帝的《暗战》和《大隻佬》。跟劉德華合作過的女演員有很多，其中合作最多次的是從1988年的《群龍奪寶》開始到1999年拍攝的《衛斯理藍血人》為止共11次的關之琳。
至今其主演（第一或第二主演）的作品中香港票房超过2000万港元的共有30部，其中有17部超过2500万，分别为《賭神》、《賭俠》、《五億探長雷洛傳》、《整蠱專家》、《烈火戰車》、《孤男寡女》、《瘦身男女》、《全職殺手》、《無間道》、《大隻佬》、《無間道Ⅲ》、《門徒》、《投名狀》、《桃姐》、《拆弹专家》、《金手指》和《焚城》；共有46部他主演的电影进入香港华语片年度票房前十，是年度前十电影最多的香港演员；香港年度华语片票房冠军四部：1989年《赌神》、2000年《孤男寡女》、2002年《無間道》和2003年《無間道Ⅲ》；年度票房亚军六部：1990年《賭俠》、2001年《瘦身男女》、2005年《童梦奇缘》、2007年《投名狀》、2017年《拆弹专家》和2019年《扫毒2天地对决》；年度季军四部：2000年《阿虎》、2003年《大隻佬》、2007年《門徒》和2024年《焚城》。中国大陆票房超过一亿人民币作品有24部，分别为《十面埋伏》、《天下无贼》、《投名状》、《游龙戏凤》、《狄仁杰之通天帝国》、《新少林寺》、《天机：富春山居图》、《盲探》、《风暴》、《失孤》、《解救吾先生》、《赌城风云III》、《王牌逗王牌》、《拆弹专家》、《侠盗联盟》、《追龙》、《扫毒2天地对决》、《拆弹专家2》、《人潮汹涌》、《流浪地球2》、《潜行》、《金手指》、《危机航线》和《焚城》，其中票房最高的是40.3亿人民币的《流浪地球2》。

## 投資作品
| 上映年份 | 中文片名            | 導 演          | 主 演 | 備 註                                                                                   |
| 1991     | 九一神鵰俠侶        | 元奎、黎大煒   | 劉德華、梅艷芳、郭富城 | 天幕製作有限公司出品                                                                    |
| 1992     | 吳三桂與陳圓圓      | 鄭丹瑞         | 鄭裕玲、鄭丹瑞、陳慧儀、楊玉梅 | 天幕製作有限公司出品                                                                    |
| 1992     | 九二神鵰俠侶        | 元奎、黎大煒   | 劉德華、關之琳、元奎 | 天幕製作有限公司出品                                                                    |
| 1992     | 戰神傳說            | 洪金宝         | 劉德華、梅艷芳、鍾鎮濤、張曼玉、王霄 | 天幕製作有限公司出品                                                                    |
| 1992     | 機Boy小子之真假威龍 | 陳嘉上         | 劉德華、關之琳、郭富城、吴孟达、吴君如 | 天幕製作有限公司出品                                                                    |
| 1993     | 天長地久            | 劉鎮偉         | 劉德華、劉錦玲、吳家麗、徐濠瑩、葉德嫻、劉江、陳國邦、方平 | 天幕製作有限公司出品                                                                    |
| 1993     | 赤裸狂奔            | 元奎、黎大煒   | 張睿羚、左戎、元奎、黎大煒、元振、王維德 | 天幕摄制                                                                                |
| 1994     | 天與地              | 黎大煒         | 劉德華、劉松仁、陳少霞、金士杰、俞飞鸿、顾宝明 | 天幕摄制                                                                                |
| 1996     | 1/2次同床           | 余偉國         | 劉德華、關之琳、陶大宇、李婉华 | 天幕出品                                                                                |
| 1997     | 香港製造            | 陳果           | 李璨琛、嚴栩慈、李棟全、譚嘉荃 | 天幕摄制，任監製 獲第17届香港電影金像獎最佳影片等多個電影大獎                           |
| 1998     | 去年煙花特別多      | 陳果           | 何華超、谷祖琳、李璨琛 | 天幕出品，任監製                                                                        |
| 2000     | 阿虎                | 李仁港         | 劉德華、常盤貴子 | 天幕出品，任監製                                                                        |
| 2001     | 愛君如夢            | 劉偉強         | 劉德華、梅艷芳、吳君如、陳冠希、林家棟、應采兒、鄭中基 | 天幕出品，任監製                                                                        |
| 2001     | 方謬神探（電視劇）  | 束一德         | 張衛健、袁詠儀 | 30集喜劇，劉德華投資的首部電視劇                                                        |
| 2003     | 愛在陽光下          | 劉德華         | 郭富城、鄭秀文、林子祥、葉倩文、黃秋生、劉青雲、李克勤、梁詠琪、陳慧琳、陳小春、蔡卓妍、鍾欣潼、楊愛瑾、鄧麗欣、傅穎、吳雨霏、張柏芝、謝霆鋒、何韻詩、莫文蔚、余文樂、古天樂、古巨基、黃伊汶、鄭希怡、黃又南、徐天佑、梁漢文、田震、許紹雄、黄文慧、黄凱芹、張致恆、關智斌、陳明、鄭鈞、李楓、龍天生、林雪 | 擔任導演 香港電台出品                                                                   |
| 2005     | 再說一次我愛你      | 余偉國         | 劉德華、楊采妮、蔡卓妍 | 映藝娛樂有限公司出品                                                                    |
| 2005     | 17歲的夏天          | 陳榮照         | 江玲、陳良韋、李皓文、傅茵婷 | 草根娛樂有限公司与映藝联合出品                                                          |
| 2006     | 人魚朵朵            | 李芸嬋         | 徐若瑄、周群達 | 亞洲新星導计划作品（台灣），任旁白                                                      |
| 2006     | 瘋狂的石頭          | 寧浩           | 郭濤、黄渤、徐崢、劉樺、連晉、彭波 | 亚洲新星導计划作品（中国大陆）                                                          |
| 2006     | 愛情故事            | 唐永健         | 林依倫、陳毓芸、李之晴 | 亞洲新星導计划作品（新加坡）                                                            |
| 2006     | 太陽雨              | 何宇恆         | 廖偉雄、張頴康 | 亞洲新星導计划作品（馬來西亞）                                                          |
| 2006     | 師奶唔易做          | 李公樂         | 田蕊妮、雪梨 | 亞洲新星導计划作品（香港）                                                              |
| 2006     | 得閒飲茶            | 林子聰         | 方力申、林家棟、梁慧嘉 | 亞洲新星導计划作品（香港）                                                              |
| 2007     | 兄弟                | 趙崇基         | 苗僑偉、陳奕迅、劉德華、黃奕、黃日華、湯鎮業、王志文、林家棟、金燕玲 |                                                                                         |
| 2010     | 打擂台              | 郭子健、鄭思傑 | 梁小龍、陳觀泰、泰迪羅賓、邵音音 | 第30屆香港電影金像獎最佳電影                                                            |
| 2012     | 桃姐                | 許鞍華         | 劉德華、葉德嫻、秦沛、秦海璐、王馥荔 | 入圍第68屆威尼斯電影節主競賽單元 获得第31屆香港電影金像獎最佳電影等诸多奖项             |
| 2013     | 初恋未满            | 刘娟           | 张含韵、冉旭、代旭、吴昱瑶、张政、李现 | 亞洲新星導作品，任監製 第16届上海国际电影节“亚洲新人奖”单元评委会特别奖                 |
| 2013     | 风暴                | 袁锦麟         | 劉德華、林家栋、姚晨、胡军、吕良伟 | 任監製                                                                                  |
| 2014     | 争气                | 杨紫烨         | | 纪录片                                                                                  |
| 2015     | 我的少女时代        | 陈玉珊         | 宋芸桦、王大陆、李玉玺、简廷芮 |                                                                                         |
| 2017     | 拆弹专家            | 邱礼涛         | 刘德华、姜武、宋佳、姜皓文 | 华仔新公司夢造者娛樂有限公司出品 任监制                                                 |
| 2018     | 東方華爾街          | 黃國強         | 吳鎮宇、張孝全、余男、陳家樂、蔡潔、潘燦良、譚耀文、張可頤 | 劉德華新公司映藝電視有限公司出品，任監製 劉德華投注的第二部兼監製的首部電視劇 5集迷你劇 |
| 2018     | Hantu Kak Limah     | Mamat Khalid   | Awie、Zul Ariffin、Uqasha Senrose、Delimawati | 马来西亚马来语电影                                                                      |
| 2019     | 掃毒2天地對決       | 邱禮濤         | 劉德華、古天樂、苗僑偉、林嘉欣 | 任监制                                                                                  |
| 2020     | 热血合唱团          | 关信辉         | 刘德华、吴岱融、卢冠廷 | 梦造者娱乐制作 任监制 2017年拍摄完成                                                    |
| 2020     | 拆弹专家2           | 邱礼涛         | 刘德华、刘青云、倪妮、谢君豪 | 映艺娱乐出品 梦造者娱乐制作 任监制                                                      |
| 2023     | 莫斯科行動          | 邱禮濤         | 張涵予、黃軒、文詠珊、劉德華、谷嘉誠 | 任监制 特别出演                                                                         |
| 2023     | 潜行                | 关智耀         | 刘德华、林家栋、彭于晏、刘雅瑟、任达华 | 任监制                                                                                  |
| 待定     | 两个半爸爸          | 罗俊伟         | 刘德华、郑则仕、王菀之 | 任监制                                                                                  |
| 待定     | 战疫天使            | 邱礼涛         | 刘德华、杨子姗 | 任监制                                                                                  |
| 待定     | 怒火漫延            | 郭子健         | 刘德华、謝霆鋒 | 任监制                                                                                  |

## 電視劇集
| 首播年份 | 劇集名稱     | 角色           | 合作演員 / 備註 |
| 1981     | 江湖再见     | 阿龍           | 单集電視劇（香港电台电视部制作） |
| 1981     | 香港八一     | 倪劍聲         | 黃新、李我 - 共1400多集，1981年6月8日至1986年7月11日；處境喜劇《香港八一至香港八六》系列中第一部，曾勵珍監製（無綫電視）                                         |
| 1981     | 過客         | 學生           | 黃日華、苗僑偉、鄭裕玲 |
| 1981     | 千王群英會   | 打手           | 謝賢、汪明荃、周潤發 |
| 1981     | 無雙譜       |                | 李司棋、梁家輝 |
| 1981     | 二人三足     | 伙計           | |
| 1981     | 英雄出少年   | 少林俗家弟子   | 石修、苗僑偉、董瑋、黃杏秀、歐陽佩珊、黃日華 |
| 1982     | 戲班小子     | 雲開           | 苗僑偉、董瑋、陳秀珠、廖偉雄、楊盼盼 |
| 1982     | 花艇小英雄   | 錢日添         | 董瑋、莊靜而、郭鋒、劉兆銘、李香琴 |
| 1982     | 蘇乞兒       | 萬鐵豪         | 周潤發、苗僑偉、米雪、陳秀珠、劉雅麗、何貴林、劉兆銘 |
| 1982     | 獵鷹         | 江大偉         | 劉江、葉德嫻、劉兆銘、陳敏兒、秦沛、梁朝偉 ∗20集，李添勝監製 |
| 1983     | 奔向太陽     | 李志豪         | 李青山、周星馳、張兆輝、歐陽震華、李國麟 |
| 1983     | 老洞         | 謝尚楚         | 莊靜而、呂良偉、董瑋、劉兆銘 ∗20集，招振强監製 |
| 1983     | 臨歧：決     | 馬日明         | 香港電台單元劇 |
| 1983     | 神鵰俠侶     | 楊過           | 陳玉蓮、梁家仁、歐陽佩珊、廖安麗、黃曼凝、王愛明、曾江、 楊澤霖、呂有慧、萬梓良、陳欣健、秦煌、鄺佐輝 ∗50集，蕭笙監製 ∗1999年TVB無線千禧「我最難忘的男主角」     |
| 1984     | 鹿鼎記       | 康熙           | 梁朝偉、關海山、劉兆銘、毛舜筠、劉嘉玲、周秀蘭、吳君如、黃愷欣、商天娥、景黛音、呂有慧、曾江、戴志偉、葉天行、劉丹、甘國衛、秦煌、關禮傑、劉江 ∗40集，李添勝監製 |
| 1984     | 魔域桃源     | 傅青雲         | 趙雅芝、吳啟華、周秀蘭、呂有慧、楊澤霖 ∗20集，李惠民監製 |
| 1984     | 寶芝林       | 林世榮         | 湯鎮業、藍洁瑛、高妙思、劉江 ∗20集，邱家雄監製 |
| 1985     | 香港八五     | 倪劍聲         | 黃 新、梁葆貞、梁仲芬、顏國樑、羅君左、梁碧玲、李家鼎、李 我、李成昌、鄭孟霞、焦 雄、韋以茵                                                                      |
| 1985     | 鼓舞         | 葉展龍         | 毛舜筠、嚴秋華、王敏明、夏萍、鮑方、張雷、李揚道 ∗20集 |
| 1985     | 皇上保重     | 寶親王(乾隆)   | 秦沛、劉兆銘、劉青雲、劉嘉玲 ∗20集，邱家雄監製 |
| 1985     | 楊家將       | 楊延昭（六郎） | 劉嘉玲、梁朝偉、曾華倩、苗僑偉、朱鐵和 ∗6集，李添勝監製 |
| 1986     | 聖劍天驕     | 祈俊           | 張衛健、莊靜而、李琳琳 ∗3集，鞠觉亮監製 |
| 1986     | 真命天子     | 管中原         | 謝賢、藍洁瑛、周海媚、歐陽珮珊、鮑翠薇 ∗20集，李鼎伦監製 |
| 1987     | 天狼劫       | 白龍           | 邵美琪、黎汉持、朱铁和 ∗20集，包括由刘仕裕監製/1987年12月14日海外发行，未曾于无线电视翡翠台播出，2012年5月28日于无线经典台播出为香港首播                         |
| 1992     | 現代愛情戀曲 | 阿偉、阿昌     | 李嘉欣、倫永亮 ∗單元劇 |

## 電影

### 1980年代
| 上映年份 | 中文片名              | 導演         | 角色              | 香港票房（港元） | 合作演員 / 備註                                                                                                |
| 1982     | 彩雲曲                | 吳小雲       | 学生              | 3,002,128        | 莊靜而、徐傑、湯鎮業、吳少剛、曾志偉、呂良偉、廖安麗 、羅浩楷、陳鴻楷                                          |
| 1982     | 投奔怒海              | 許鞍華       | 祖明              | 15,475,087       | 林子祥、馬斯晨、繆騫人、秦沛、賈梅櫻、奇夢石、郝嘉陵、林書錦 - 第2屆香港電影金像獎最佳新演員提名               |
| 1983     | 毀滅號地車            | 霍耀良       | 陈保罗            | 2,554,649        | 嚴秋華、劉美君、岳華、錢慧儀、劉國誠、魏添財、吳回、潘宏彬                                                     |
| 1983     | 家在香港              | 敬海林       | 王偉倫            | 4,830,255        | 朱海玲、古嘉露、谷峰                                                                                           |
| 1984     | 停不了的愛            | 麥當傑       | 艾力              | 10,435,613       | 温碧霞、李麗珍、吳孟達                                                                                         |
| 1984     | 上海灘十三太保        | 張徹         | 學生关伟          | 4,830,255        | 狄龍、王羽、陳觀泰、王鐘、梁家仁、朱海玲、姜大衛、李修賢                                                       |
| 1985     | 夏日福星              | 洪金寶       | 鹿尾巴            | 28,911,851       | 洪金寶、成龍、元彪、關之琳、曾志偉、午馬、馮淬帆、苗僑偉、吳耀漢、胡慧中、曹達華                               |
| 1985     | 法外情                | 吴思远       | 劉志鵬            | 11,618,066       | 葉德嫻、藍潔瑛、劉兆銘、鄧麗盈、翁世傑、秦沛                                                                   |
| 1986     | 最佳福星              | 曾志偉       | 藍保              | 23,109,809       | 洪金寶、譚詠麟、陳友、鄭則仕、麥嘉、張艾嘉、馮淬帆、吳耀漢、曾志偉、曹達華                                     |
| 1986     | 魔翡翠                | 王晶         | 獵鷹一號羅力      | 11,383,366       | 陳百祥、張敏、王晶、小彬彬、莫少聰                                                                             |
| 1987     | 江湖情                | 黃泰來       | 林定國            | 21,014,608       | 周潤發、萬梓良、劉嘉玲、成奎安、王小鳳、楊群、李修賢                                                           |
| 1987     | 英雄好漢              | 黃泰來       | 林定國            | 18,931,893       | 周潤發、萬梓良、譚詠麟、劉嘉玲、王小鳳、楊群、李修賢、成奎安、徐錦江                                           |
| 1987     | 肝膽相照              | 黎大炜       | 林定一            | 8,480,443        | 張國強、蕭紅梅、董驃、杨群                                                                                     |
| 1988     | 最佳損友              | 王晶         | 徐定貴            | 21,822,756       | 陳百祥、曹查理、馮淬帆、陳玉蓮、邱淑貞、唐麗球、吳君如、成奎安、翁世傑、陳玉蓮                                 |
| 1988     | 最佳損友闖情關        | 王晶         | 徐定貴            | 16,876,078       | 吳君如、陳百祥、邱淑貞、鄭裕玲、曹查理、馮淬帆、成奎安、關之琳、吳啟華、翁世傑                                 |
| 1988     | 中國最後一個太監      | 張之亮       | 招弟之夫/革命党人 | 15,624,171       | 溫碧霞、莫少聰、洪金寶、張堅庭                                                                                 |
| 1988     | 精裝追女仔II          | 王晶         | 劉備              | 17,000,000       | 陳百祥、曾志偉、馮淬帆、李美鳳、劉嘉玲、顏寧、黃韻詩、盧海鵬、王晶                                             |
| 1988     | 法內情                | 黃泰來       | 劉志鵬            | 18,831,625       | 葉德嫻、周海媚、劉兆銘、秦沛                                                                                   |
| 1988     | 旺角卡門              | 王家衛       | 華仔              | 11,532,283       | 張曼玉、張學友、萬梓良 ∗臺灣金龍獎表演藝術獎最佳演員獎 - 第8届香港電影金像奖最佳男主角提名                     |
| 1988     | 獵鷹計劃              | 羅文         | 劉國華            | 12,936,236       | 鍾楚紅、鄭則仕、狄威、呂良偉、劉兆銘                                                                           |
| 1988     | 神探父子兵            | 元奎         | 華仔              | 6,804,354        | 元奎、蕭紅梅、午馬、董驃、錢小豪                                                                               |
| 1988     | 龍之家族              | 劉家榮       | 龍家華            | 14,278,705       | 譚詠麟、莫少聰、湯鎮業、苗僑偉 、 張國強 、 柯俊雄、馮淬帆、谷峰、成奎安、何家駒、徐少強、惠英紅、焦姣、鄭則仕 |
| 1988     | 群龍奪寶              | 袁振洋       | 陳查禮            | 8,926,502        | 泰迪羅賓、徐少強、關之琳、林憶蓮、錢嘉樂                                                                       |
| 1989     | 小小小警察            | 曾志偉       | 交警              | 5,710,742        | 曾志偉 ∗客串                                                                                                   |
| 1989     | 飈城                  | 黎大炜       | 林港              | 5,661,927        | 呂琇菱、岳翎、王霄、柯受良 ∗三級片                                                                             |
| 1989     | 人海孤鴻              | 潘文傑       | 沙士              | 10,627,142       | 莫少聰、成奎安、羅美薇、王鍾                                                                                   |
| 1989     | 同根生                | 王龍威       | 張家華            | 5,940,788        | 林威、溫碧霞、沈威、陳惠敏                                                                                     |
| 1989     | 至尊無上              | 向華勝、王晶 | 陳亞蟹            | 23,292,339       | 譚詠麟、陳玉蓮、關之琳、龍方、向華強、高雄                                                                     |
| 1989     | 法內情大結局          | 麥當傑       | 劉志鵬            | 9,011,277        | 葉德嫻、仙杜拉、楊澤霖、劉兆銘、陳敬、吳海添、羅烈、秦沛                                                       |
| 1989     | 省港旗兵3             | 麥當傑       | 李長江            | 12,200,661       | 李美鳳、莫少聰、徐錦江                                                                                         |
| 1989     | 神行太保              | 赵良骏       | 太保              | 5,744,381        | 林俊賢、苗僑偉、曾志偉、鄺美雲                                                                                 |
| 1989     | 專釣大鱷              | 王晶         | 趙快樂            | 10,880,861       | 萬梓良、吳君如、張國強、龍方、蘇杏璇、王俊棠、王書麒、劉江                                                     |
| 1989     | 第一繭                | 梁本熙       | 阿勇              | 7,969,241        | 吳家麗、馬斯晨、林建明                                                                                         |
| 1989     | 最佳男朋友            | 陳國新       | 樂家聲            | 11,583,955       | 林子祥、鄭裕玲、陳雅倫、吳大維                                                                                 |
| 1989     | 傲氣雄鷹              | 李擎柱       | 李建華            | 10,127,069       | 關之琳、苗僑偉、吳鎮宇                                                                                         |
| 1989     | 愛人同志              | 黃泰來       | 劉繼組            | 12,982,621       | 鍾楚紅、成奎安                                                                                                 |
| 1989     | 精裝追女仔之3狼之一族 | 黃靖華       | 劉備              | 10,399,779       | 馮淬帆、黃霑、王晶、鄭丹瑞、成奎安、張敏、邱淑貞、周慧敏 ∗客串                                                 |
| 1989     | 賭神                  | 王晶         | 陳刀仔            | 37,058,686       | 周潤發、王祖賢、龍方、成奎安、張敏、鮑漢琳                                                                     |
| 1989     | 轟天龍虎會            | 于仁泰       | 燒雞              | 11,421,934       | 羅素、谷峰、萬梓良、劉嘉玲、成奎安 ∗客串/刘德华被黑道威胁所拍                                                  |

### 1990年代
| 上映年份 | 中文片名                       | 導演                         | 角色                      | 香港票房（港元） | 合作演員 / 備註 |
| 1990     | 川島芳子                       | 方令正                       | 雲開                      | 11,798,844       | 梅豔芳、謝賢 |
| 1990     | 天若有情                       | 陳木勝                       | 華Dee                     | 12,899,353       | 吳倩蓮、吳孟達、黃光亮 ∗1996年商業電台-我最喜愛的電影男主角 |
| 1990     | 再戰江湖                       | 張同祖                       | 華仔                      | 11,214,680       | 鄧光榮、李美鳳、羅美薇、任達華 ∗客串 |
| 1990     | 至尊計狀元才                   | 向華勝、黄泰來               | 大Dee                     | 19,521,606       | 譚詠麟、李嘉欣、陳百祥、陳松勇、羅美薇、伍詠薇、黃秋生、成奎安、田豐 |
| 1990     | 異域                           | 朱延平                       | 小杜 華中興               | 4,698,291        | 庹宗華、柯俊雄、斯琴高娃、顏鳳嬌、郎雄 |
| 1990     | 富貴兵團                       | 鄭則仕                       | 華英雄                    | 17,527,234       | 梅艷芳、洪金寶、柯受良、鄭則仕、惠天賜、林國斌、曾志偉、鄭則仕、劉家輝、陳勳奇、苗僑偉、陳百祥、譚詠麟、梅豔芳、龍方、成奎安、陳山河                                      |
| 1990     | 義膽雄心                       | 陳惠敏                       | 小傑                      | 7,385,637        | 萬梓良、陳惠敏、簡慧真、鄧光榮、吳孟達、成奎安、邵音音、方野、劉玉基、姚煒                                                                                                |
| 1990     | 獄中龍                         | 鄭則仕                       | 阿豪                      | 10,451,120       | 何家勁、黎姿、程東、何家駒 |
| 1990     | 摩登如來神掌                   | 黃泰來                       | 武德輝                    | 11,160,216       | 王祖賢、陳百祥、元華、梅小惠、曹達華、劉洵 |
| 1990     | 賭俠                           | 王晶                         | 陳刀仔                    | 40,342,758       | 周星馳、吳孟達、陳法蓉、張敏、單立文 |
| 1990     | 阿飛正傳                       | 王家衛                       | 超仔                      | 9,751,942        | 張國榮、張曼玉、劉嘉玲、張學友、梁朝偉 |
| 1991     | 九一神鵰俠侶                   | 元奎黎大炜                   | 程仁                      | 20,476,495       | 梅豔芳、鍾鎮濤、劉嘉玲、郭富城、葉蘊儀 ∗劉德華投資 |
| 1991     | 火燒島                         | 朱延平                       | 鋼珠                      | 22,194,720       | 成龍、洪金寶、梁家輝、王羽、柯俊雄、葉全真 |
| 1991     | 中環英雄                       | 邱禮濤                       | 華英雄                    | 13,402,221       | 梁朝偉、毛舜筠、成奎安、陳惠敏、袁潔瑩、黃秋生 |
| 1991     | 五虎將之決裂                   | 曾志偉                       | 贼仔                      | 11,399,717       | 黃日華、梁朝偉、梁家仁、苗僑偉、湯鎮業、溫碧霞、藍潔瑛、黃錦江 |
| 1991     | 至尊無上II之永霸天下           | 杜琪峯                       | 雞翼                      | 16,889,659       | 王傑、吳倩蓮、陳法蓉、黃秋生、王霄 |
| 1991     | 極道追                         | 許鞍華                       | Ben                       | 9,081,083        | 鍾楚紅、石田純一、岸田今日子、高澤順子、倉田保昭 |
| 1991     | 五億探長雷洛傳                 | 劉國昌                       | 雷洛                      | 31,072,380       | 邱淑貞、張敏、吳孟達、關海山、秦沛、何家駒、高雄、龍方、陳惠敏 - 第11届香港电影金像奖最佳男主角提名                                                                       |
| 1991     | 五億探長雷洛傳II之父子情仇     | 劉國昌                       | 雷洛                      | 23,135,334       | 邱淑貞、張敏、郭富城、吳孟達、秦沛、向華強 |
| 1991     | 與龍共舞                       | 王晶                         | 龍家俊/大陸雞             | 25,127,693       | 張敏、葉德嫻、吳孟達、張堅庭、羅美薇、李香琴、翁虹、朱江 |
| 1991     | 豪門夜宴                       | 張同祖等联合执导             | 劉德華（引言人）          | 21,921,687       | 香港全體演員 ∗香港演藝圈为1991年華東水災而拍攝的賑災電影，客串 |
| 1991     | 衝擊天子門生                   | 何卓榮                       | 古小玉                    | 8,799,652        | 于莉、王祖賢、張耀揚、鮑方、白彪、黃光亮、龍方、劉江 |
| 1991     | 整蠱專家                       | 王晶                         | 車文傑                    | 31,388,471       | 周星馳、邱淑貞、關之琳、吳孟達、王晶、李子雄、鮑漢琳 |
| 1991     | 驚天12小時                     | 王晶                         | 大B                       | 13,984,574       | 曾志偉、譚詠麟、羅美薇、梁家仁、陳百祥 |
| 1992     | 九二神鵰之痴心情長劍           | 黎大炜、元奎                 | 情仁                      | 9,372,114        | 關之琳、元奎、黎梓霖、關淑怡、吳耀漢 ∗劉德華投資 |
| 1992     | 俠聖                           | 黄文云                       | 譚西敏                    | 6,660,687        | 關之琳、林保怡、雷宇揚、秦豪 |
| 1992     | 絕代雙驕                       | 曾志偉                       | 江小魚                    | 19,649,030       | 林青霞、張敏、吳孟達、葉德嫻、張國柱、吳鎮宇、馮克安、吳耀漢、王青、苗僑偉、袁詠儀、顧美華                                                                                |
| 1992     | 嘩！英雄                       | 陳木勝                       | 元德華                    | 11,534,659       | 黃秋生、張曼玉、陳惠敏、張家輝、張耀揚、林健明、小侯、秦沛 |
| 1992     | 廟街十二少                     | 蔣家駿                       | 十二少/雷洛               | 12,620,570       | 王祖賢、吳孟達、葉德嫻 |
| 1992     | 賭城大亨之新哥傳奇             | 王晶                         | 賀新                      | 18,611,389       | 萬梓良、秦沛、劉兆銘、王祖賢、邱淑貞、關海山、蔡國慶、孫鏡鴻、鮑起靜 |
| 1992     | 賭城大亨II之至尊無敵           | 王晶                         | 賀新                      | 10,479,148       | 萬梓良、邱淑貞、程東、朱鐵和、許紹雄、劉兆銘、吳君如、李嘉欣、蔡一傑、蔡一智、陳德容、蘇志威、王祖賢、苑瓊丹、黎漢持                                                      |
| 1992     | 羣星會                         | 李力持                       | 楊過                      |                  | 陳玉蓮、何婉盈 ∗TVB電視電影 |
| 1992     | 戰神傳說                       | 洪金寶                       | 阿飛                      | 11,159,986       | 梅豔芳、鍾鎮濤、張曼玉、王霄 ∗劉德華投資 |
| 1992     | 機Boy小子之真假威龍            | 陳嘉上                       | 高华                      | 15,001,734       | 關之琳、郭富城、吴君如、吴孟达、潘宏彬、袁和平 ∗劉德華投資 |
| 1992     | 龍騰四海                       | 霍耀良                       | 大飛                      | 14,944,759       | 鄧光榮、任達華、李麗珍、吳家麗、黎明、陳法蓉 |
| 1993     | 反斗馬騮                       | 曾志伟                       | 周俊傑                    | 6,869,697        | 梁朝偉、袁潔瑩、徐少強、苗僑偉、成奎安、陳勳奇 |
| 1993     | 天長地久                       | 劉鎮偉                       | 方德勝                    | 9,600,943        | 劉錦玲、吳家麗、葉德嫻、徐濠縈、劉江、陳國邦、方平 ∗劉德華投資 |
| 1993     | 至尊三十六計之偷天換日         | 王晶                         | 錢文迪                    | 17,910,647       | 梁家輝、鍾麗緹、李婉華、關海山、廖啓智、何家駒、陳百祥、黃光亮、李兆基 |
| 1993     | 超級學校霸王                   | 王晶                         | 鐵面                      | 18,288,624       | 張學友、郭富城、邱淑貞、張衛健、楊采妮、許志安、吳耀漢、鄭伊健、任達華、周比利、盧惠光                                                                                    |
| 1994     | 醉拳II                         | 劉家良                       | 張學良                    | 41,046,234       | 成龍 ∗客串 |
| 1994     | 醉拳III                        | 劉家良                       | 楊君                      | 7,076,791        | 李嘉欣、季天笙、任達華、劉家良、鄭少秋、劉家輝、何家駒 |
| 1994     | 天與地                         | 黎大煒                       | 張一鵬                    | 10,283,351       | 劉松仁、陳少霞、金士傑、俞飛鴻、顧寶明 ∗劉德華投資 |
| 1994     | 殺手的童話                     | 陳靜儀                       | 高守                      | 5,541,985        | 袁詠儀、伍詠薇、李子雄、郑浩南 |
| 1994     | 刀劍笑                         | 黄泰来                       | 笑三少                    | 3,545,666        | 林青霞、徐錦江、曹穎、董玮玮、于莉 |
| 1995     | 風中奇緣（粤语版及国语版配音） | 麥克·蓋布瑞爾、艾瑞克·戈德堡 | 約翰·史密斯（John Smith） |                  | |
| 1995     | 大冒險家                       | 林嶺東                       | 韋洛仁                    | 14,839,584       | 關之琳、吳倩蓮、秦沛、姜大衛、何家駒、高飛、程東、黃錦江 |
| 1995     | 烈火戰車                       | 爾冬陞                       | 阿祖                      | 33,770,736       | 梁詠琪、錢嘉樂、吳大維、秦沛、徐錦江 - 第15届香港电影金像奖最佳男主角提名                                                                                                 |
| 1996     | 奇異旅程之真心愛生命           | 趙良駿                       | 辛宗華                    | 4,038,796        | 鐘鎮濤、李綺虹、李南星 |
| 1996     | 天若有情III之烽火佳人          | 杜琪峯                       | 劉天偉                    | 14,461,192       | 吳倩蓮、方中信 |
| 1996     | 新上海灘                       | 潘文傑                       | 丁力                      | 20,838,196       | 張國榮、寧靜、吳興國 |
| 1996     | 1/2次同床                      | 余偉國                       | 華弟                      | 3,591,840        | 關之琳、陶大宇、李婉華、葉德嫻 ∗劉德華投資 |
| 1997     | 天地雄心                       | 陳嘉上                       | 靳鐵生博士                | 23,733,200       | 黃秋生、李嘉欣、谷德昭、黎耀祥 |
| 1997     | 求戀期                         | 谷德昭                       | 義演                      | 6,873,625        | 古巨基、蘇志威、雷頌德、黎姿、周海媚、羅家英 |
| 1997     | 黑金                           | 麥當雄                       | 方國輝                    | 18,273,895       | 梁家輝、吳辰君、李立群、孫佳君、郭靜純、趙文瑄、陳中泰、鈕承澤 - 第3届香港電影金紫荊獎 - 十大華語片                                                                       |
| 1998     | 龍在江湖                       | 王晶                         | 韋吉祥                    | 16,931,285       | 梁詠琪、關秀媚、方中信、李璨琛、吳志雄、鄭浩南、陳惠敏、王天林、張慧儀 |
| 1998     | 賭俠1999                       | 王晶                         | King哥                    | 17,369,190       | 張家輝、朱茵、張慧儀、張錦程、李子雄、吳毅將 |
| 1999     | 暗戰                           | 杜琪峯                       | 張華/張彼德               | 14,659,574       | 劉青雲、蒙嘉慧、許紹雄、李子雄、林雪 ∗第19屆香港電影金像獎最佳男主角 ∗金太陽電影大賞最佳男演員 - 第5届香港電影金紫荊獎最佳男主角提名 - 第5届香港電影金紫荊獎 - 十大華語片 |
| 1999     | 龍在邊緣                       | 霍耀良                       | 龍一飛(飛龍)              | 8,299,307        | 古天樂、關秀媚、黃秋生、譚耀文、吳志雄、龍方、劉錫賢、鮑起靜、李兆基、李家鼎                                                                                              |
| 1999     | 愛情夢幻號                     | 邱禮濤                       | 黎學津                    | 8,889,770        | 石田光、瞿穎、黃磊、黃秋生、黃百鳴、陳芷菁、何嘉莉 |
| 1999     | 黑馬王子                       | 王晶                         | 華Dee                     | 15,309,865       | 李嘉欣、張家輝、葉德嫻、關秀媚、于榮光 |
| 1999     | 賭俠大戰拉斯維加斯             | 王晶                         | King哥                    | 17,778,155       | 陳百祥、林熙蕾、萬梓良、張家輝、南燕、郁芳、王晶 |

### 2000年代
| 上映年份 | 中文片名               | 導演           | 角色            | 香港票房（港元） | 合作演員 / 備註 |
| 2000     | 決戰紫禁之巔           | 劉偉強         | 葉孤城          | 21,332,884       | 鄭伊健、張家輝、趙薇、楊恭如、天心、徐少強、譚耀文、徐錦江 |
| 2000     | 孤男寡女               | 杜琪峯、韋家輝 | 張華紹          | 35,214,661       | 鄭秀文、黃浩然、梁藝齡、林雪、黃卓玲、許紹雄、郭少芸 - 第6屆香港電影金紫荊獎 - 十大華語片 |
| 2000     | 阿虎                   | 李仁港         | 孟虎            | 21,997,195       | 思蒂拉.謝朗佩娜、常盤貴子、陳榮忠、潘源良、陳文義、金來群 ∗劉德華投資 ∗第七届百视达娱乐大奖-港台最受歡迎男演員（電影：孤男寡女、阿虎） ∗第6屆香港電影金紫荊獎最佳男主角 - 第6屆香港電影金紫荊獎 - 十大華語片 - 第20届香港电影金像奖最佳男主角提名                                                                                     |
| 2001     | 瘦身男女               | 杜琪峯、韋家輝 | 肥佬            | 40,435,886       | 鄭秀文、林雪、黑川力矢、樋口明日嘉、王天林、張志平、洪偉良 - 第21届香港电影金像奖最佳男主角提名 - 第38屆金馬獎最佳男主角提名 - 第7届香港電影金紫荊獎 - 十大華語片 |
| 2001     | 全職殺手               | 杜琪峯、韋家輝 | 托爾            | 25,682,414       | 反町隆史、林熙蕾、任達華、連偉健、林雪 ∗天幕公司发行 ∗任監製 - 第7届香港電影金紫荊獎 - 十大華語片 |
| 2001     | 愛君如夢               | 劉偉強         | 劉南生          | 17,793,971       | 梅豔芳、吳君如、陳冠希、林家棟、應采兒、鄭中基 ∗劉德華投資 |
| 2002     | 嚦咕嚦咕新年財         | 杜琪峯、韋家輝 | 德華            | 19,218,759       | 劉青雲、古天樂、梁詠琪、應采兒、王天林 |
| 2002     | 衛斯理藍血人           | 劉偉強         | 衛斯理          | 9,057,015        | 關之琳、舒淇、王晶、鄭浩南、黃佩霞、張耀揚、龍剛、彭敬慈 |
| 2002     | 無間道                 | 劉偉強、麥兆輝 | 劉健明          | 55,057,176       | 梁朝偉、黃秋生、曾志偉、鄭秀文、陳慧琳、林家棟、吳廷燁、杜汶澤 ∗第三屆華語電影傳媒大獎頒獎禮 - 港臺最受歡迎男演員金獎 - 第22届香港电影金像奖最佳男主角提名 - 第40屆金馬獎最佳男主角提名 - 第8届香港電影金紫荊獎最佳男主角提名 - 第8届香港電影金紫荊獎 - 十大華語片                                                                    |
| 2002     | 金雞                   | 趙良駿         | 刘德华          | 17,290,173       | 吳君如 - 第8届香港電影金紫荊獎 - 十大華語片 |
| 2002     | 黑俠2（粤语版配音）    | 徐克           | 旁白            | 香港未上映       | 安志杰 |
| 2003     | 老鼠愛上貓             | 陳嘉上         | 展昭            | 12,800,000       | 張柏芝、黃秋生、李冰冰、郭冬臨、吳越、杜汶澤 |
| 2003     | 1:99電影行動－狂想曲   | 杜琪峯、韋家輝 | 義演            | 免費             | 鄭秀文、劉青雲、杜汶澤、林雪 |
| 2003     | 1:99電影行動－前程錦繡 | 劉偉強、麥兆輝 | 義演            | 免費             | 張學友、劉嘉玲、吳鎮宇、黃秋生、杜汶澤、余文樂、曾志偉、陳冠希 |
| 2003     | 大隻佬                 | 杜琪峯、韋家輝 | 了因            | 26,339,848       | 張柏芝、張兆輝 ∗第十屆香港電影評論學會大獎最佳男演員 ∗第23屆香港電影金像獎最佳男主角 ∗第四屆華語電影傳媒大獎頒獎禮 港台最佳男主角 - 第9届香港電影金紫荊獎最佳男主角提名 - 第9届香港電影金紫荊獎 - 十大華語片 |
| 2003     | 給他們一個機會         | 邱禮濤         | 義演            | 免費             | 張同祖、黃秋生、劉以達 ∗天幕公司发行 |
| 2003     | 愛在陽光下             | 劉德華         | 義演            | 免費             | 郭富城、鄭秀文、林子祥、葉倩文、黃秋生、劉青雲、李克勤、梁詠琪、陳慧琳、陳小春、蔡卓妍、鍾欣潼、楊愛瑾、鄧麗欣、傅穎、吳雨霏、張柏芝、謝霆鋒、何韻詩、莫文蔚、余文樂、古天樂、古巨基、黃伊汶、鄭希怡、黃又南、徐天佑、梁漢文、田震、許紹雄、黄文慧、黄凱芹、張致恆、關智斌、陳明、鄭鈞、李楓、龍天生、林雪 - 劉德華導演的公益音乐影片 |
| 2003     | 金雞2                  | 趙良駿         | 刘德华          |                  | 吳君如 - 第9届香港電影金紫荊獎 - 十大華語片 |
| 2003     | 無間道III：終極無間    | 劉偉強、麥兆輝 | 劉健明          | 30,225,661       | 梁朝偉、黎明、陳道明、陳慧琳、黃秋生、鄭秀文、曾志偉、杜汶澤 ∗第41屆金馬獎最佳男主角 - 第9届香港電影金紫荊獎最佳男主角提名 - 第9届香港電影金紫荊獎 - 十大華語片 |
| 2004     | 江湖                   | 黃精甫         | 洪仁就          | 12,917,067       | 張學友、吳倩蓮、曾志偉、苗僑偉、徐少強 ∗任監製 |
| 2004     | 魔幻廚房               | 李志毅         | 范傳佑          | 20,228,159       | 鄭秀文、李美琪 ∗友情演出 |
| 2004     | 麥兜菠蘿油王子（配音） | 袁建滔         | 麥炳            | 19,218,759       | 林海峰、吳君如、黃秋生、林一峰 |
| 2004     | 龍鳳鬥                 | 杜琪峯         | 盜先生          | 15,477,157       | 鄭秀文、吴嘉龙、胡燕妮 |
| 2004     | 十面埋伏               | 張藝謀         | 劉捕頭          | 15,000,000       | 章子怡、金城武、宋丹丹 - 第10届香港電影金紫荊獎 - 十大華語片 |
| 2004     | 天下無賊               | 馮小剛         | 王薄            | 4,600,000        | 劉若英、葛優、王寶強、李冰冰、林家棟、尤勇、張涵予、馮遠征、範偉 ∗新浪2004網路中國頒獎禮-最受歡迎男演員 - 第五屆華語電影傳媒大獎頒獎禮 - 最佳男主角提名 - 第10届香港電影金紫荊獎最佳男主角提名 - 第10届香港電影金紫荊獎 - 十大華語片                                                                                                  |
| 2005     | 童夢奇緣               | 陳德森         | 光仔            | 20,163,545       | 莫文蔚、黃日華、應采兒、林家棟、李冰冰 ∗第11屆香港電影金紫荊獎最受歡迎男主角 - 第11届香港電影金紫荊獎最佳男主角提名 - 第11届香港電影金紫荊獎 - 十大華語片 - 第25届香港电影金像奖最佳男主角提名 |
| 2005     | 再說一次我愛你         | 余偉國         | 高醫生 Derek    | 11,694,770       | 楊采妮、蔡卓妍、黄秋生、许绍雄、黄淑仪 ∗新浪2005網路中国頒獎禮-年度男演員 |
| 2006     | 得閒飲茶               | 林子聰         | 大隻佬、獄警333 |                  | 方力申 ∗劉德華投資，客串 |
| 2006     | 墨攻                   | 張之亮         | 革離            | 15,597,900       | 范冰冰、王志文、安聖基、吳奇隆、崔始源、錢小豪、午馬、洪天照 - 第12届香港電影金紫荊獎 - 最佳影片、十大華語片 - 第12届香港電影金紫荊獎最佳男主角提名 - 2007年亞洲電影大獎最佳男演员提名 |
| 2006     | 師奶唔易做             | 李公樂         | 餐廳老闆        |                  | 田蕊妮、雪梨、董敏莉、林家棟、覃恩美 ∗劉德華投資，客串 |
| 2007     | 門徒                   | 爾冬陞         | 林昆            | 26,530,848       | 吳彥祖、袁詠儀、张静初、古天乐、何美鈿 ∗第27屆香港電影金像獎最佳男配角 - 第12届香港電影金紫荊獎 - 十大華語片 |
| 2007     | 投名狀                 | 陳可辛         | 趙二虎          | 27,919,869       | 李連杰、金城武、徐靜蕾、郭曉冬 - 第27届香港電影金像奖最佳男主角提名 |
| 2007     | 兄弟                   | 趙崇基         | 劉進奎          | 11,246,894       | 苗僑偉、陳奕迅、黃奕、黄日華、湯鎮業、王志文、林家棟、金燕玲 ∗劉德華投資 |
| 2008     | 三國之見龍卸甲         | 李仁港         | 趙子龍          | 16,952,020       | 洪金寶、李美琪、狄龍、姜宏波、岳華、陳之輝、劉松仁、安志杰、吳建豪、丁海峰 |
| 2009     | 游龍戲鳳               | 劉偉強         | 程仲森          | 12,613,830       | 舒淇、何韻詩、張涵予、林嘉華、張歆藝、姜大衛、瑪利亞、林子祥、張達明、曹永廉、董敏莉、官恩娜 |
| 2009     | 建國大業               | 韩三平、黄建新 | 俞济时          | 免費             | 陳寶國、張國立 ∗中华人民共和国建国60周年献礼片，客串 |

### 2010年代
| 上映年份 | 中文片名               | 導演           | 角色            | 香港票房（港元） | 合作演員 / 備註 |
| 2010     | 未來警察               | 王晶           | 周志豪          | 850万            | 范冰冰、徐嬌、徐熙媛、賀軍翔、陳建州、樊少皇、唐一菲、馬精武、張儷 |
| 2010     | 狄仁傑之通天帝國       | 徐克           | 狄仁杰          | 11,257,097       | 劉嘉玲、李冰冰、鄧超、梁家輝 - 入围角逐第67屆威尼斯國際電影節最佳男演员 |
| 2011     | 新少林寺               | 陳木勝         | 侯傑            | 20,510,569       | 謝霆鋒、成龙、范冰冰、吴京、释延能、余少群、師小紅、島田瑠那 |
| 2011     | 我知女人心             | 陳大明         | 孙子刚          | 3,600,000        | 巩俐、袁立、陈志朋、胡静、李成儒、陶佳 ∗出品人 |
| 2011     | 建黨偉業               | 韩三平         | 蔡锷            | 430,000          | 周潤發、劉燁、陳坤、馮遠征 |
| 2012     | 桃姐                   | 許鞍華         | 梁羅傑（Roger） | 27,873,690       | 葉德嫻、王馥荔、黃秋生、秦沛、秦海璐、譚炳文、樓南光、洪金宝、詹瑞文、麥潤壽 ∗劉德華投資 ∗第48屆金馬獎最佳男主角 ∗第31届香港電影金像奖最佳男主角 ∗第六届亚洲電影大奖我最喜愛男演員 - 入围角逐第68屆威尼斯電影節最佳男演员 - 第六届亚洲電影大奖最佳男主角提名 - 第12屆華語電影傳媒大獎最佳男主角提名 |
| 2012     | 寒戰                   | 梁樂民、陸劍青 | 陸明華          | 42,820,819       | 郭富城、杨采妮 ∗客串 |
| 2013     | 天機：富春山居圖       | 孙健君         | 肖錦漢          | 2,000,000        | 林志玲、張靜初、佟大為 ∗3D电影 |
| 2013     | 盲探                   | 杜琪峯         | 莊士敦          | 15,653,089       | 鄭秀文、郭濤、高圓圓、秦煌、林雪、姜皓文 ∗第46届西班牙锡切斯电影节最佳男主角 - 第10届华鼎奖中国最佳电影男演员提名 |
| 2013     | 风暴                   | 袁锦麟         | 吕明哲          | 24,318,340       | 林家栋、姚晨、胡军、吕良伟、黄德斌、王敏德、姜皓文、梁烈唯 ∗3D电影，刘德华投资并监制 |
| 2013     | 無涯: 杜琪峰的電影世界 | 林澤秋         | 刘德华          |                  | ∗纪录片 |
| 2014     | 金鸡SSS                | 邹凯光         | 刘德华          | 41,277,620       | 吴君如 ∗友情客串 |
| 2015     | 賭城風雲II             | 王晶           | 陳刀仔          | 28,407,293       | 周润发、张家辉 ∗友情客串 |
| 2015     | 失孤                   | 彭三源         | 雷泽宽          | 2,190,000        | 井柏然 ∗第16届华表奖优秀男演员 - 提名-第30届金鸡奖最佳男主角 - 提名-第35届香港電影金像奖最佳男主角 |
| 2015     | 我的少女時代           | 陈玉珊         | 刘德华          | 43,940,000       | 陳喬恩 ∗联合投资，客串演出 |
| 2015     | 解救吾先生             | 丁晟           | 吾先生          | 2,200,000        | 刘烨、王千源、吴若甫 ∗第2屆丝绸之路国际电影节年度最佳男演员奖 |
| 2016     | 賭城風雲III            | 王晶           | 陳刀仔          | 27,254,156       | 周润发、張學友、張家輝、李宇春、向佐 |
| 2016     | 特工爷爷               | 洪金宝         | 李政久          | 9,815,303        | 洪金宝、陈沛妍、冯嘉怡 ∗联合投资任监制，特别演出 |
| 2016     | 偷天特务               | 王晶           | 宝爷            | 1,510,000        | 黄晓明、王祖蓝、胡然、欧阳娜娜、沈腾 ∗任监制 |
| 2016     | 長城                   | 張藝謀         | 王军师          |                  | 马特·达蒙、张涵予、威廉·达福、鹿晗 ∗中美合拍3D英语电影 ∗特别出演 |
| 2017     | 鐵道飛虎               | 丁晟           | 小男孩的老師    |                  | ∗客串 |
| 2017     | 拆弹专家               | 邱礼涛         | 章在山          | 25,360,088       | 姜武、宋佳、姜皓文、吳卓羲、石修、蔡瀚億、黃日華 ∗投资并监制 - 提名-第37届香港電影金像奖最佳男主角 |
| 2017     | 侠盗联盟               | 冯德伦         | 张丹            | 551万            | 舒淇、张静初、杨佑宁、让·雷诺 ∗任监制 |
| 2017     | 追龍                   | 王晶、關智耀   | 雷洛            | 18,726,261       | 甄子丹、鄭則仕、劉浩龍、姜皓文、黃日華、湯鎮業、吳毅將、曾江、徐冬冬 ∗特别演出 ∗任監製 |
| 2019     | 掃毒2天地對決          | 邱禮濤         | 余順天          | 24,813,706       | 古天樂、苗僑偉、林嘉欣、周秀娜、鄭則仕、張國強 ∗投资任监制 |
| 2019     | 花椒之味               | 麥曦茵         | 郭天恩          |                  | 鄭秀文 ∗友情客串 |

### 2020年代
| 上映年份 | 中文片名           | 導演   | 角色                | 香港票房（港元） | 合作演員 / 備註                                                                                  |
| 2020     | 热血合唱团         | 关信辉 | 嚴梓朗              | 1,090,000        | 吴岱融、尹扬明、卢冠廷 ∗投资任监制                                                               |
| 2020     | 拆彈專家2          | 邱禮濤 | 潘乘风              | 19,470,000       | 劉青雲、倪妮、谢君豪、姜皓文、马浴柯、洪天明、吴卓羲、黄德斌、蔡瀚亿 ∗投资任監製                 |
| 2021     | 唐人街探案3        | 陳思誠 | “Q” 組織首領        |                  | 王寶強、劉昊然、肖央 ∗客串                                                                       |
| 2021     | 人潮汹涌           | 饶晓志 | 周全                |                  | 肖央、万茜、黄小蕾、刘天佐、程怡、狄志杰、国义骞、郭京飞、路阳、郭帆、雷佳音 ∗任监制             |
| 2023     | 流浪地球2          | 郭帆   | 圖恆宇              | 10,801,354       | 吴京、李雪健、沙溢、宁理、王智、朱颜曼滋、王若熹 ∗特别演出 - 提名-第37届大众电影百花奖最佳男主角 |
| 2023     | 速命道             | 柯有谦 | 「地獄貓」主人      |                  | 瘦子陳昱榕、陈嘉桦、林真亦 ∗特别演出                                                             |
| 2023     | 莫斯科行動         | 邱禮濤 | 瓦西里              |                  | 張涵予、黃軒、文詠珊、谷嘉誠 ∗任监制，特别出演                                                   |
| 2023     | 潜行               | 关智耀 | 林陣安              | 11,180,000       | 林家栋、彭于晏、刘雅瑟、任达华 ∗投资任监制                                                       |
| 2023     | 金手指             | 莊文強 | 劉啟源              | 43,497,702       | 梁朝偉、任达华、蔡卓妍、方中信                                                                   |
| 2024     | 红毯先生           | 宁浩   | 刘伟驰              | 350,000          | 瑞玛席丹、单立文、林熙蕾、刘漪琳、周炜                                                           |
| 2024     | 談判專家           | 邱礼涛 | 陈大来              | 2043万           | 刘青云、吴镇宇、苗侨伟 ∗任监制，特别出演                                                         |
| 2024     | 危机航线           | 彭顺   | 高皓军              | 500万            | 张子枫、刘涛、屈楚萧、郭晓东、蒋梦婕 ∗任监制                                                     |
| 2024     | 焚城               | 潘耀明 | 范偉立              | 4105万           | 白宇、莫文蔚、谢君豪、王菀之、王丹妮、廖子妤、王敏德、林保怡 ∗任监制                             |
| 2025     | 贖夢               | 張家輝 | Vincent (Dr. Ching) | 1200萬           | 張家輝、陳法拉、劉俊謙                                                                           |
| 2025     | 獵金遊戲           | 邱禮濤 | 張託德              |                  | 歐豪、倪妮、蔣夢婕、黃奕、鄭則仕                                                                 |
| 2025     | 长安的荔枝         | 大鹏   | 楊國忠              |                  | 大鹏 ∗客串                                                                                       |
| 2025     | 浪浪人生           | 马林   |                     |                  | 黄渤、范丞丞                                                                                     |
| 2025     | 无名之辈：意义非凡 | 饶晓志 | 朱阿亮              |                  | 陈明昊、屈楚萧、卢靖姗、陈建斌、章宇、任素汐、杨超越                                             |
| 待上映   | 怒火漫延           | 郭子健 | 方荣宙              |                  | 谢霆锋 ∗投资任监制                                                                               |
| 待上映   | 流浪地球3          | 郭帆   | 图恒宇              |                  | 吴京、李雪健                                                                                     |

## 廣播劇

### 香港電台
| 首播年份 | 廣播電台 | 劇集名稱         | 角 色  | 備註               |
| 1983年   | 香港電台 | 《名公子》       | 三公子 | 香港電台戲劇組製作 |
| 1996年   | 香港電台 | 《雪溶後的餘溫》 | 華仔   |                    |
| 2005年   | 香港電台 | 《太初》         | 雷以太 |                    |
| 2010年   | 香港電台 | 《毒戒》         | 石更   | 7.1數碼廣播劇      |

### 商業電台
| 首播年份 | 廣播電台        | 劇集名稱                 | 角 色 | 備註 |
| 1995年   | 商業電台叱咤903 | 蘭茜夫人劇場《我心不死》 | 賀政  |      |
| 1998年   | 商業電台叱咤903 | 《全職殺手》             | O     |      |
| 2001年   | 商業電台叱咤903 | 《鴿子園》               | 金鷹  |      |

### 新城電台
| 首播年份 | 廣播電台 | 劇集名稱       | 角 色  | 備註 |
| 1999年   | 新城電台 | 《孤男寡女》   | 華少   |      |
| 2009年   | 新城電台 | 《阿諾的方舟》 | 周泓諾 |      |

## MV
| 年份   | 歌手   | 歌曲               | 備註                                       |
| 1987年 | 馬玉芬 | 多情會有問題       | 電影《精裝追女仔II》主題曲                 |
| 1989年 | 王傑   | 是否我真的一無所有 | 電影《飆城》主題曲，與岳翎、呂㛢菱一同演出 |